# نام دا ريوم
نام دا ريوم هو ممثل كوري جنوبي ولد في 13 يونيو 2002.سيشارك في مسلسل صوت السحر إنتاج نتفليكس.